# August-Schärttner-Halle
Die August-Schärttner-Halle ist eine Mehrzweckhalle in der hessischen Stadt Hanau. Sie ist nach dem Turner und Revolutionär August Schärttner benannt.

## Beschreibung
Fertiggestellt und eingeweiht wurde die am nördlichen Stadtrand gelegene Halle im Jahr 1989. Markantes äußeres Merkmal ist die hellblaue Dachkonstruktion, auf der 2014 eine Photovoltaikanlage montiert wurde. Die gesamte Nutzfläche beträgt 5.060 m², die im Innenraum 3.000 m². Sie ist 77 m breit, 116 m lang und 12 m hoch. Der umbaute Raum beträgt insgesamt 60.500 m³. Auf den Längsseiten der Hallenfläche befinden sich jeweils Tribünen, eine davon mit fest installierten Sitzplätzen, die andere ausfahrbar. Bei Nutzung beider Tribünen stehen insgesamt 1668 nummerierte, in Blöcke unterteilte Sitzplätze zur Verfügung. Bei maximaler Bestuhlung des gesamten Hallenbereichs beläuft sich die Gesamtkapazität der Halle auf 3864 Plätze. Ringsum verläuft oberhalb der Tribünenbereiche eine Galerie, auf der sich neben zwei Theken weitere Freiflächen sowie Toilettenräume befinden. Der auf der südlichen Gebäudeseite befindliche Haupteingang führt direkt auf die Galerieebene. Nordwestlich der Halle stehen auf einer unbefestigten Freifläche rund 600 Parkplätze zur Verfügung.
Unter der Woche steht die Halle von 8 bis 17 Uhr dem Schulsport und in der Zeit von 17 Uhr bis 22 Uhr dem Vereins- und Betriebssport zur Verfügung.
Die August-Schärttner-Halle bot im Jahr 2015 für vier Wochen bis zu 1025 Flüchtlingen Unterschlupf, bevor die Notunterkunft nach Hanau Housing auf das Gelände der ehemaligen Pioneer-Kaserne im Osten der Stadt umzog.

## Sportliche Nutzung
Für die sportliche Nutzung ist die Halle mit einem spikefesten Hochleistungsboden ausgestattet und verfügt über ein 200-Meter-Rundlaufoval mit vier Laufbahnen und einer 60-Meter-Sprintgeraden mit sechs Bahnen. Des Weiteren gehören eine Trainingssprintbahn, zwei Weitsprunggruben sowie eine Kugelstoß-, Hoch- und Stabhochsprunganlage zur Ausstattung. Für den Ballsport ist die Halle mit vier Volleyballfeldern, bis zu 16 Badmintonfeldern oder als Handball- bzw. Basketballhauptfeld plus drei Trainingsfeldern nutzbar.

## Galerie

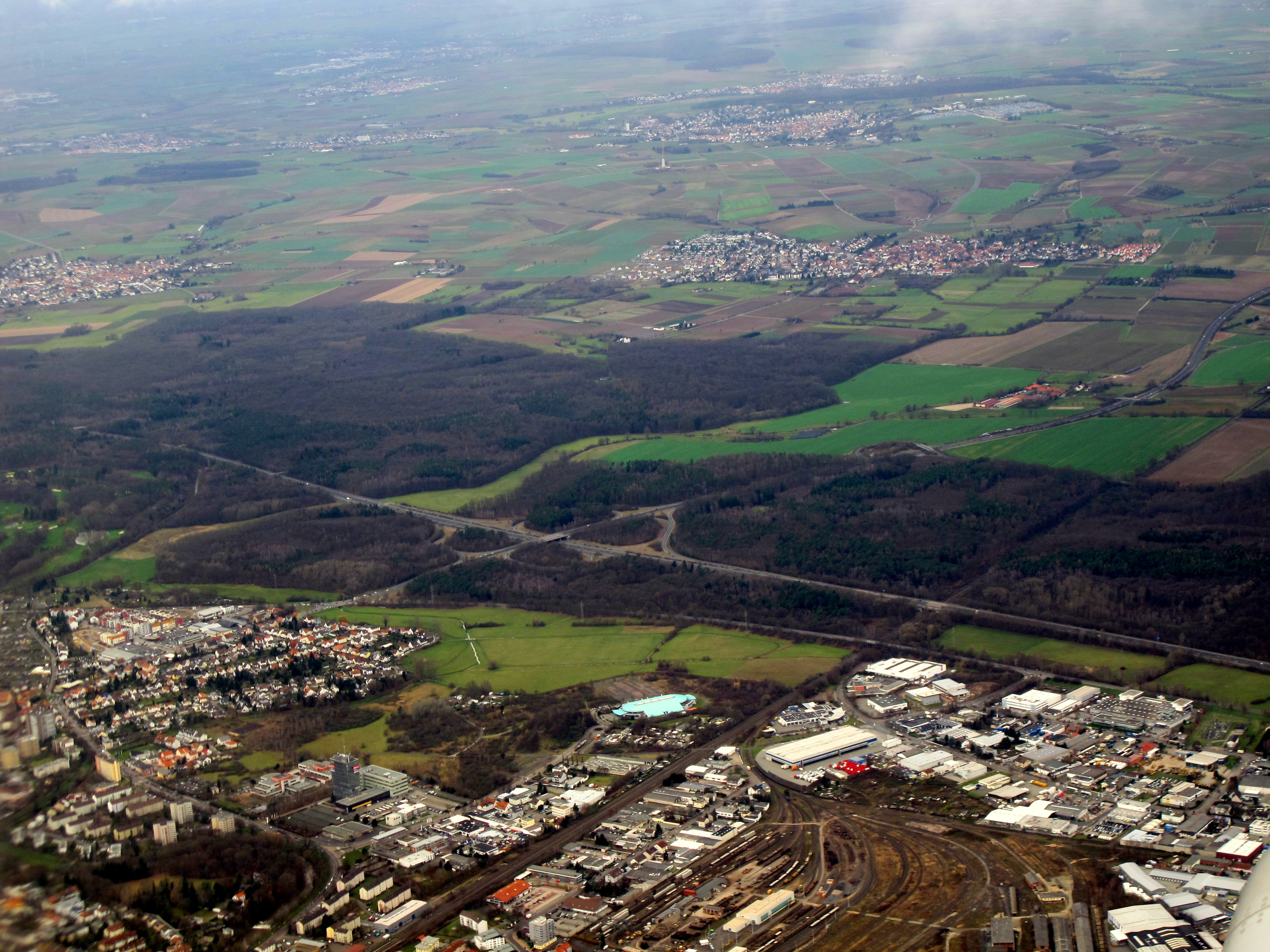
Luftbild des nördlichen Stadtrands von Hanau in Blickrichtung Nordwesten, in der Bildmitte die Autobahnanschlussstelle Hanau-Nord, südöstlich davon die August-Schärttner-Halle, erkennbar am hellblauen Dach
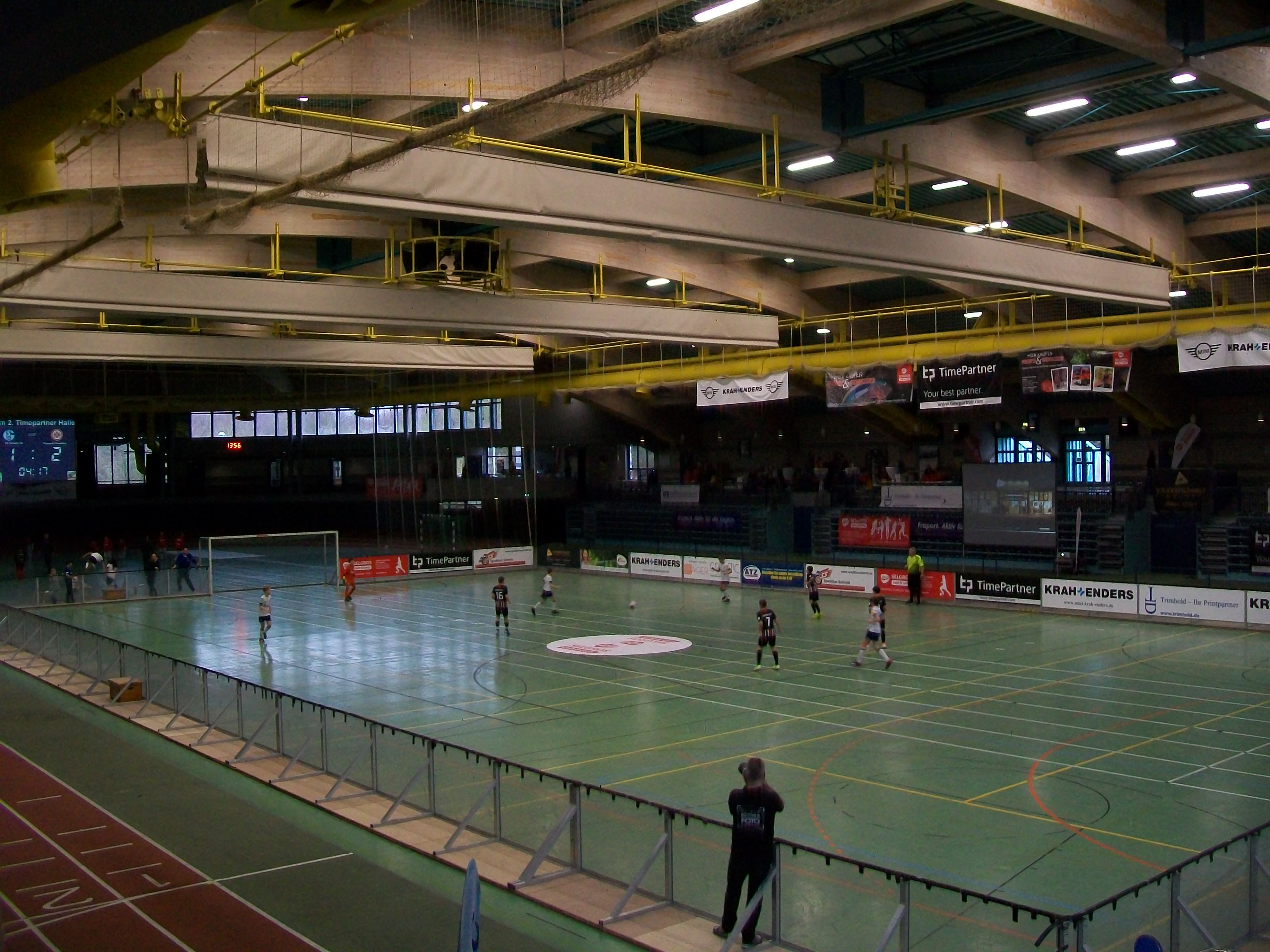
Innenansicht bei einem U12-Jugendfußballturnier